# David Saracino
Pour les articles homonymes, voir Saracino.
David Saracino, né le 1er janvier 1976, est un  acteur français d'origine italienne.

## Filmographie

### Cinéma

#### Longs métrages
- 1997 : Jeanne et le Garçon formidable d'Olivier Ducastel : Rémi
- 1997 : Déjà mort d'Olivier Dahan : Jeune homme
- 1998 : Marie, Nonna, la Vierge et moi de Francis Renaud : Tonio
- 2001 : Sur mes lèvres de Jacques Audiard : Richard Carambo
- 2001 : Les Rois mages de Bernard Campan et Didier Bourdon : Premier flic sur le quai
- 2002 : Vivante de Sandrine Ray : Le jeune agresseur
- 2002 : Quelqu'un de bien de Patrick Timsit : Frère urgences CHU
- 2002 : La Mentale de Manuel Boursinhac : Mel
- 2002 : Laisse tes mains sur mes hanches de Chantal Lauby : Idir
- 2003 : Les Rivières pourpres 2 : les Anges de l'Apocalypse d'Olivier Dahan : Flic du raid 2
- 2004 : Le Temps d'un regard d'Ilan Flammer
- 2004 : Il était une fois dans l'oued de Djamel Bensalah : Yacine
- 2006 : Da Vinci code de Ron Howard : Agent de la DCPJ
- 2007 : Big City de Djamel Bensalah : Suit Man Stretch
- 2008 :  Frontière(s) de Xavier Gens : Tom
- 2008 : Go Fast d'Olivier Van Hoofstadt : Fred
- 2008 : Safari d'Olivier Baroux : Rémi
- 2009 : Neuilly sa mère ! de Djamel Bensalah : Le Forain
- 2011 : Les yeux de sa mère de Thierry Klifa : Manu Rivera
- 2011 : Beur sur la ville de Djamel Bensalah : Lieutenant Fabiani
- 2012 : En Pays Cannibale d'Alex Villeret : Lenny
- 2014 : Papa Was Not a Rolling Stone de Sylvie Ohayon : Tonton Francis
- 2014 : Sous X de Jean-Michel Correia : Nassim
- 2016 : Braqueurs de Julien Leclercq : Franck
- 2017 : Sparring de Samuel Jouy : David
- 2018 : Neuilly sa mère, sa mère ! de Gabriel Julien-Laferrière : le forain

#### Courts métrages
- 1998 : Camping sauvage de Giordano Gederlini et Abd-el-Kader Aoun : José
- 1998 : Les miens de Pénélope Fakiel
- 2000 : Heureuse de Céline Nieszawer : Le cowboy
- 2006 : Jeu d'esprit d'Alexandre Smia : Franck Durden
- 2008 : Faux frères de Jo Prestia : Lena
- 2009 : Paris By Night of the Living Dead de Grégory Morin : Le marié
- 2010 : L’oiseau de Chine de Eloïssa Florez : Julien
- 2011 : A consommer avec modération de Nabil Dahmani
- 2011 : Fatum de Sarah Marx : Ismael
- 2012 : Mylène de Jo Prestia : Boris
- 2014 : Cartes sur table de Cyril Ferment

### Télévision
- 1998 : Le goût des fraises (téléfilm) de Frank Cassenti
- 1998 : Highlander : Beck (Saison 6, épisode 11)
- 1999 : Le comte de Monte Cristo (mini série) de Josée Dayan : Grouillot Messager
- 2000 : Le baptême du boiteux (téléfilm) de Paule Zajdermann : David
- 2000 : Le combat de Julia : maman à 16 ans ! (téléfilm) de Didier Bivel
- 2001 : Les Cordier, juge et flic : Virgile (Saison 10, épisode 1)
- 2002 : Le Grand Patron : Pierre Berthier (Saison 1, épisode 3)
- 2003 : Action Justice : Marco (Saison 1, épisode 3)
- 2003 : Trois femmes flics (série) : Donda
- 2005 : Granny Boom (téléfilm) de Christiane Leherissey : Diego
- 2006 : Navarro - ép. Mortelles violences : Teddy (Saison 18, épisode 1)
- 2007 : Supergranny.com (téléfilm) de Christiane Leherissey : Diego
- 2009 : Vénus et Apollon : José  (Saison 2, épisodes 1 à 4 et épisode 6)
- 2009 : Ligne de feu : Cisco Alves (Saison 1, épisodes 1 à 8)
- 2010 : Mafiosa, le clan (Saison 1, 1 épisode)
- 2011 : Mafiosa, le clan (Saison 4, 1 épisode)
- 2014 : WorkinGirls : Jean-Félix (Saison 3, épisode 7)
- 2014 : Léo Matteï, Brigade des mineurs : Pascal, professeur d'Arts Plastiques (Saison 2, épisode 1)
- 2014 : Engrenages : Jérôme Vernier (Saison 5, épisode 3)
- 2014 : Section de recherches : François Darnal (Saison 8, épisode 4)